# 鈴木壮治
鈴木 壮治（すずき そうじ）は、
静岡県浜松市出身。一橋大学卒業後、三井物産に入社、化学プラントの輸出入とプロジェクトファイナンスを担当。米国ペンシルベニア大学ウォートン・スクール経営学修士（MBA）を取得。その後、シティバンクを経て、チェースマンハッタン銀行ヴァイス・プレシデントとして、デリバティブとヘッジファンドを担当。東京都参与の時、石原慎太郎都知事(当時）に対して、中小企業の金融支援のためのCLO（ローン担保証券)市場創設、東京都の会計への複式簿記導入を提言し、その実現に貢献した。その後、東京都主導の官民連携再生エネルギー・インフラファンドの提言とその実現に貢献した。その際、東京都投資評価委員会・会長を務めた、また、BS11の討論番組「本格討論FACE」のモデレィター、報道番組「INsideOUT」のゲストとして、金融、外交・安全保障、エネルギー・環境などの幅広い分野で提言を行ってきた。雑誌「正論」(産経新聞社）誌上にて、「参謀による『石原新党』構想への戦略的提言」とする政策提言論文が巻頭を飾るなど、石原慎太郎氏の長年に渡る信頼すべきブレーンの一人として活躍してきた。また。「月刊セキュリティ」で、隔月のペースで、憲法、国際政治・外交、総合安全保障等に関する論文を発表している。

## 略歴
- 1975年4月　三井物産入社(化学プラント部)（1978年－79年／米国研修生）
- 1987年1月　シティバンク入社（デリバティブ・ヘッジファンド担当）アシスタント・バイス・プレジデント
- 1989年10月　チェースマンハッタン銀行入社(デリバティブ・ヘッジファンド担当バイス・プレジデント
- 1996年11月　株式会社日本リスク管理研究所設立、代表取締役就任
- 1991年－94年　日本金融・証券計量・工学学会理事
- 1994年－98年　如水会理事
- 1995年－96年　一橋大学商学部非常勤講師
- 1999年－2000年　東京都参与
- 2014年ー現在　一般財団法人日本価値協創機構・理事長
- 2016年ー現在　ロックハラード証券株式会社・取締役会長
- 2018年ー現在　株式会社株式会社スマート・エコシステム・取締役会長

## 著書
- 『オバマと日本』(グラフ社)
- 『石原慎太郎への戦略提言』（イースト・プレス社）

### 共著
- 『宣戦布告「NO」と言える日本経済』（光文社）
- 『国家意志のある「円」』（光文社）
- 『アメリカ信仰を捨てよ』（光文社）
- 『「日本浮上」プロジェクト』（ブックハウスジャパン）
- 『サムライ資本主義』（PHP研究所）
- 『日本国独立宣言』（ヒューマンアソシエイツ）